# Công quốc Courland và Semigallia (1918)
 Công quốc Courland và Semigallia  chỉ là một nhà nước chư hầu của Đế quốc Đức. Quốc gia này được thành lập vào ngày 8 tháng 3 năm 1918, trong Tỉnh bang do một Hội đồng tỉnh bao gồm người Đức Baltic, người đã trao vương miện Công tước cho Kaiser Wilhelm II, bất chấp sự tồn tại của một gia đình trị vì trước đây có chủ quyền trong công quốc, Biron – hậu duệ của Ernst Johann of Biron. Mặc dù Reichstag ủng hộ quốc gia tự trị cho các dân tộc Baltic nhưng Bộ Tư lệnh Đức vẫn tiếp tục chính sách gắn Baltic với Reich bằng cách dựa vào người Đức Baltic.
Vào tháng 10 năm 1918, Thủ tướng Đức, Hoàng tử Maximilian Công quốc Baden đề nghị được thay thế bởi chính quyền dân sự. Sau Cách mạng Đức vào ngày 18 tháng 11 năm 1918, Latvia tuyên bố độc lập vào ngày 7 tháng 12, quân đội Đức đã bàn giao cho Chính phủ quốc gia Latvia do Kārlis Ulmanis đứng đầu.

## Công nhận
Kaiser Wilhelm đã công nhận việc thành lập Courland như một nước chư hầu của Đức bằng cách viết cho cơ quan lập pháp của Courland vào ngày 8 tháng 3 năm 1918:

### Văn bản tiếng Đức
Wir Wilhelm, von Gottes Gnaden Deutscher Kaiser, König von Preußen etc. beauftragen hiermit Unseren Reichskanzler, den Grafen von Hertling, dem Kurländischen Landesrat zu erklären, daß Wir auf den Uns durch seine Vertreter übermittelten Wunsch und auf den Bericht Unseres Reichskanzlers im Namen des Deutschen Reiches das Herzogtum Kurland als freies und selbständiges Staatswesen anerkennen und bereit sind, im Namen des Deutschen Reiches diejenigen Staatsverträge mit Kurland abzuschließen, die eine enge wirtschaftliche und militärische Verbindung beider Länder gewährleisten. Gleichzeitig beauftragen Wir Unseren Reichskanzler, den Abschluß dieser Verträge vorzubereiten. Urkundlich haben Wir diesen Auftrag Allerhöchst Selbst vollzogen und mit Unserem Kaiserlichen Insiegel versehen lassen.
Gegeben................, den 15. März 1918
Wilhelm
Graf von Hertling.

### Văn bản tiếng Anh
We, Wilhelm, by the grace of God German Emperor, King of Prussia, etc., herewith command Our Chancellor, Count von Hertling, to inform the Government of Courland, that, upon the wish communicated to Us by its ambassador, and upon the report of Our Chancellor, in the name of the German Empire, We recognize the Duchy of Courland as a free and independent state; in the name of the German Empire, to negotiate such treaties with Courland as will guarantee a close economic and military relationship between both lands. At the same time, we command Our Chancellor to prepare for the negotiation of these treaties. Our Majesty has commanded that this order be documented, and affixed with Our Imperial Seal.
Given at [unknown], the 15th of March 1918
[signed] Wilhelm
Count von Hertling.

### Văn bản tiếng Việt
Tạm dịch:
Chúng tôi, Wilhelm, nhờ ân sủng của Thiên Chúa Hoàng đế Đức, Vua nước Phổ,..., dưới sự chỉ huy của Bá tước chúng tôi, Bá tước von Hertling, để thông báo cho Chính phủ Courland rằng theo nguyện vọng được truyền đạt cho chúng tôi báo cáo của Bá tước chúng tôi, nhân danh Đế chế Đức, Chúng tôi công nhận Công quốc Courland là một quốc gia tự do và độc lập; nhân danh Đế chế Đức, để đàm phán các hiệp ước như vậy với Courland vì sẽ đảm bảo mối quan hệ kinh tế và quân sự chặt chẽ giữa cả hai vùng đất. Đồng thời, chúng tôi chỉ huy Bá tước của chúng tôi để chuẩn bị cho việc đàm phán các hiệp ước này. Bệ hạ đã ra lệnh rằng lệnh này phải được ghi lại và đóng dấu Hoàng gia của chúng tôi.
Đưa đến [không rõ], ngày 15 tháng 3 năm 1918
[đã ký] Wilhelm
Bá tước von Hertling.